# Pseudocyclosorus johannae
Pseudocyclosorus johannae là một loài dương xỉ trong họ Thelypteridaceae. Loài này được Holttum mô tả khoa học đầu tiên năm 1974.